# 서울특별시교육청 학생인권교육센터
서울특별시교육청 학생인권교육센터(서울시교육청 학생인권교육센터)는 ｢서울특별시 학생인권 조례｣, ｢서울특별시교육감 소속 학생인권옹호관 조례｣, ｢서울특별시 학생인권 조례 시행규칙｣ 등에 따라 학생인권옹호관과 학생인권교육센터가 서울특별시교육청 내에 설치되어 운영되고 있으며, 학교에서 발생하는 학생인권침해 상담과 권리구제활동을 하며, 인권 관련 정책 관련 모니터링을 하고, 학생과 교직원과 학부모 등에 대한 인권교육을 하고 있다. 학생을 비롯한 학부모, 선생님도 학교 내의 인권 관련 문제에 대해 상담한다.
홈페이지: studentrights.sen.go.kr